# Instinct Dance
Instinct Dance è la prima compilation dell'artista di musica elettronica Moby.
L'album consiste in una raccolta essenziale di brani già pubblicati da Richard Hall sotto diversi pseudonimi su vari EP. Dopo due anni una compilation molto simile, ma più ricca, è stata pubblicata con il nome di Early Underground.
Da notare che Go, Drop a Beat e Have You Seen My Baby? saranno incluse nell'album di debutto dell'artista del 1992.

## Tracce
1. Party Time - 4:13 (come "Barracuda")
2. Drug Fits the Face - 3:50 (come "Barracuda")
3. Besame - 3:42 (come "Barracuda")
4. Go - 6:33 (come "Moby")
5. Mobility - 6:10 (come "Moby")
6. Rock the House - 4:30 (come "Brainstorm")
7. Move the Colors - 4:04 (come "Brainstorm")
8. Drop a Beat - 4:23 (come "Brainstorm")
9. Voodoo Child (Remix) - 3:55 (come "Voodoo Child")
10. Have You Seen My Baby? - 4:09 (come "Voodoo Child")
11. Permanent Green - 5:50 (come "Voodoo Child")[1]

## Formazione
- Moby: Compositore, arrangiatore, esecutore, ingegnere del suono, produttore